# Göran Ehrnrooth

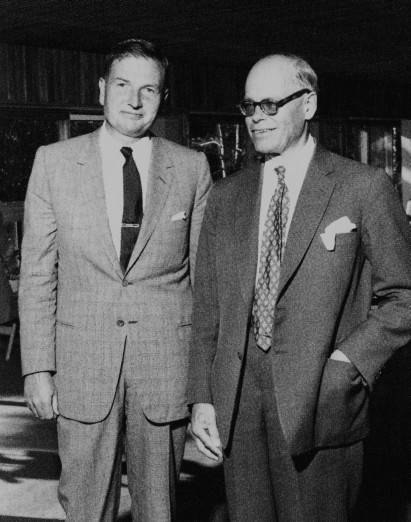
Göran Ehrnrooth (rechts) und David Rockefeller (links), 1964

Göran Robert Ehrnrooth (* 1. April 1905 in Helsinki; † 8. Januar 1996 in Helsinki) war ein finnischer Bankier, Manager und Unternehmer. 

## Leben
Ehrnrooth war der Vater von Casimir, Göran J. und Robert Ehrnrooth, die Angehörige der finnischen Adelsfamilie Ehrnrooth sind.
Er studierte ab 1923, 1931 wurde er Assistent am Berufungsgericht und 1934 stellvertretender Distriktsgouverneur. Er wurde 1933 bei der Nordic Association Bank angestellt und war von 1955 bis 1970 Vorsitzender des Verwaltungsrats der Bank, die mit späteren Fusion in Nordea aufging. Unter seiner Führung weitete die Bank ihre Geschäftstätigkeit stark aus und konzentrierte sich dabei vor allem auf die Kreditvergabe an die Großindustrie. Darüber hinaus pflegte er internationale Kontakte und erreichte eine Ausweitung der Auslandsbewegung. Als Mitglied und Vorsitzender mehrerer Unternehmensvorstände hatte er eine einflussreiche Position in der Wirtschaft inne. 1991 veröffentlichte er das autobiografische Werk Hågkomster.

## Ehrnrooth-Stiftungen
Die 1991 gegründete „Louise-und-Göran-Ehrnrooth-Stiftung“ (Louise och Göran Ehrnrooth Stiftelse) ist eine von vier Ehrnrooth-Stiftungen. Zusammen unterstützen die Ehrnrooth-Stiftungen Wissenschaft, Forschung und gesellschaftliche Projekte mit rund sieben Millionen Euro jährlich.